# الجمعية الأمريكية للقانون الزراعي
تأسست الجمعية الأمريكية للقانون الزراعي (American Agricultural Law Association - AALA) عام 1980م، وهي منظمة مهنية تركز على الاحتياجات القانونية للمجتمع الزراعي في الولايات المتحدة.

## رؤية الجمعية
- تُخدم الصناعة الزراعية على جميع المستويات والمجتمعات الريفية من كل الأحجام من قبل أعضاء ذوي كفاءة عالية من مختلف المهن التي يفخرون بها، والذين هم أيضا أعضاء ذو قيمة في المجتمع وفي مهنهم؛ يتم تكريمهم بامتياز مقابل مساهماتهم.
- لاسيما الاحتياجات الدقيقة للمجتمعات الزراعية والريفية، فن أعضاء المهن القانونية وغيرها من المهن التي تخدم المجتمعات الزراعية والريفية بكل قدرتهم يجب أن يكونوا مهرة وذوي اطلاع وثقافة واسعة. حيث أن كل عضو من مختلف المهن التي تخدم الزراعة يتمتع بإمكانية الوصول إلى أفضل خدمات المعلومات والدعم وأكثرها تقدمًا وفائدة فيما يتعلق بالأمور القانونية وغيرها من المسائل المتعلقة بالمجتمعات الزراعية والريفية.
- هذه المعلومات والنصائح الممتازة حول جميع القضايا المتعلقة بالقانون الزراعي والقانون الذي يؤثر على المجتمعات الريفية متاحة بسهولة لمن يستفيدون منها، والتي تشمل كلن من المزارعين، والأعمال التجارية الزراعية، والأعمال التجارية المرتبطة بالخدمة الزراعية، وأعضاء المهن القانونية، والمعلمين، واضعي السياسات، والمهتمين من الشعب.
- أن القوانين والسياسات العامة التي تؤثر على الصناعة الزراعية والمجتمعات الريفية تستند إلى فهم أساسي للزراعة وللأفراد المشمولين في الزراعة والمجتمعات الريفية، وأن مثل هذه القوانين والسياسات تعكس الاحتياجات والظروف الخاصة للزراعة والمجتمعات الريفية.[2]

تعقد الجمعية ندوة تثقيفية سنوية لمدة يومين حول التثقيف القانوني المتواصل وتحديثًا حول العديد من أهم قضايا القانون الزراعي الحالية. حيث تعقد في مدينة أمريكية مختلفة كل عام، في أكتوبر. ويحضره أكثر من 200 محام. تم عقد ندوة 2017 في لويفيل، كنتاكي.
تحتوي الجمعية على قائمة أسماء الأعضاء، حيث يزود الأعضاء بشبكة اتصالات وطنية وموقع ويب مع معلومات قانونية زراعية مفيدة.

## روابط خارجية
- الموقع الرسمي لـ American Agricultural Law Association
- ماجيستير القانون في قانون الغذاء والزراعة
- مصادر قانونية على موقع Food, Farming, and Sustainability